# Trabecularia
Trabecularia is een monotypisch geslacht in de familie Meruliaceae. Het geslacht bevat alleen de soort Trabecularia villosa.